# Darkness (película)
Darkness (en español: Oscuridad) es una película española/estadounidense de terror dirigida por Jaume Balagueró y protagonizada por Fele Martínez, Anna Paquin, Lena Olin y Giancarlo Giannini. La cinta fue rodada en inglés.

## Sinopsis
Una familia se traslada desde Estados Unidos hasta España, ya que el padre (Iain Glen) nació y pasó su infancia en este país. La madre (Lena Olin) trabaja como enfermera en el hospital donde trabaja su suegro (Giancarlo Giannini). La hija mayor (Anna Paquin) no está demasiado contenta con el traslado, y se plantea volver a los EE. UU. Y el hijo pequeño (Stephan Enquist) no hace más que pintar niños en su cuaderno de dibujo. La casa en la que viven está en medio del campo. Lo que no saben es que en ese lugar hay algo muy oscuro y antiguo, tan viejo como el mundo. Un secreto que está relacionado con un acto de pura maldad, un abominable hecho ocurrido en hace cuarenta años. El padre tiene problemas de salud, y la hija empieza a sospechar que algo extraño sucede en esa casa. Nada es casual, tal vez todo está calculado desde el principio. La oscuridad acecha.

## Reparto
| Actor              | Personaje                    | Notas         |
| ------------------ | ---------------------------- | ------------- |
| Anna Paquin        | Regina                       |               |
| Lena Olin          | Maria                        |               |
| Iain Glen          | Mark                         |               |
| Giancarlo Giannini | Albert Rua                   |               |
| Fele Martínez      | Carlos                       |               |
| Stephan Enquist    | Paul                         |               |
| Fermí Reixach      | Villalobos                   |               |
| David Martí        | Hombre dormido en el autobús | No acreditado |

## Estreno y taquilla
La película tuvo su estreno premier en España el 3 de octubre de 2002, y luego tuvo su estreno general de mayor difusión el 11 de octubre. Fue proyectada en varios países europeos a lo largo de 2003 y luego se vendió a Miramax Films, pero se archivó durante casi dos años. Finalmente, se estrenó en Estados Unidos a través de la filial Dimension Films de Miramax, el 25 de diciembre de 2004. Se le dio un lanzamiento aún más tarde en el Reino Unido, en marzo de 2005.
A pesar de muchas reseñas negativas y muy poca promoción, a Darkness le fue moderadamente bien en la taquilla de Estados Unidos. Se estrenó el día de Navidad de 2004, que fue un sábado. Fue el séptimo filme que más recaudó ese fin de semana con USD $ 6.1 millones (a USD $ 3,625 en promedio por cine), ganando más de la mitad de su presupuesto en dos días. La semana siguiente, se redujo a la décima con recaudación más alta con USD $ 4.6 millones. Eventualmente recaudó USD $ 34.4 millones a nivel internacional, con un presupuesto de USD $ 10.6 millones.

## Recepción
Darkness recibió críticas extremadamente negativas tanto de la crítica especializada como del público en general. Actualmente posee una calificación del 4% en Rotten Tomatoes, según 53 comentarios y una puntuación de audiencia del 30%. Recibió una calificación "F" de CinemaScore, lo que indica un desagrado abrumadoramente popular.
El periódico The New York Times dijo: "Darkness, que se introdujo en los cines de todo el país el día de Navidad, intenta asustar a los juerguistas de las festividades con un juego de adivinanzas sobre qué miembro de una hermosa familia estadounidense, reubicada en España, matará a otro. Pero el verdadero misterio es por qué tal película destrozada no se juntó del todo". Owen Gleiberman de Entertainment Weekly dijo que es "una película de terror tan vaga acerca de la pesadilla que está girando, que parece tener miedo de sus propias sombras... Darkness fue claramente mezclada como ensalada en la sala de edición, ya que es poco más que la suma de sus cortes de shocks poco impresionantes". The Village Voice también le dio a la película una reseña regular, diciendo: "Los momentos insinúan una declaración metafórica sobre el abuso infantil, pero la película demuestra principalmente ser un comentario sobre el cableado eléctrico deficiente".
Variety elogió la cinematografía de la película, pero criticó su guion: "Aunque el director Balaguero muestra un talento para imágenes espeluznantes y crea una atmósfera de tensión a fuego lento, su guion (co-escrito por Fernando de Felipe) es un compendio de escenas apenas conectadas que en última instancia caen en la incoherencia".